# Франклин Лејкс (Њу Џерзи)
Франклин Лејкс (енгл. Franklin Lakes) град је у америчкој савезној држави Њу Џерзи.

## Демографија
По попису из 2010. године број становника је 10.590, што је 168 (1,6%) становника више него 2000. године.
| Група             | 2000.         | 2010.         |
| Белци             | 9.285 (89,1%) | 9.017 (85,1%) |
| Афроамериканци    | 96 (0,9%)     | 149 (1,4%)    |
| Азијати           | 660 (6,3%)    | 777 (7,3%)    |
| Хиспаноамериканци | 286 (2,7%)    | 525 (5,0%)    |
| Укупно            | 10.422        | 10.590        |